# Phil Hartman
Philip Edward Hartman (născut Hartmann; n. 24 septembrie 1948, Brantford⁠(d), Ontario, Canada – d. 28 mai 1998, Los Angeles, California, SUA) a fost un actor, comedian, scenarist și designer grafic canadian-american. Hartmans-a născut în Brantford⁠(d), Ontario, iar familia sa s-a mutat în Statele Unite când acesta avea zece ani. După ce a absolvit Universitatea de Stat din California, Northridge⁠(d) cu o diplomă în arte grafice⁠(d), a realizat coperți de albume pentru formații precum Poco⁠(d) și America. În 1975, s-a alăturat grupului de comici The Groundlings⁠(d) și l-a ajutat pe actorul Paul Reubens să-și dezvolte personajul Pee-wee Herman⁠(d). Hartman a contribuit la scenariul filmului Aventurile lui Pee-Wee⁠(d) și l-a interpretat pe căpitanul Carl în emisiunea Pee-wee's Playhouse⁠(d).
În 1986, acesta s-a alăturat distribuției⁠(d) emisiunii de comedie Saturday Night Live (SNL) și a rămas timp de opt sezoane. Supranumit „Glue”, Hartman a câștigat un premiu Primetime Emmy⁠(d) în 1989 pentru contribuțiile sale la SNL. De asemenea, l-a interpretat pe Bill McNeal în sitcomul NewsRadio, a fost vocea personajelor Lionel Hutz și Troy McClure în Familia Simpson și a avut în roluri secundare în filmele Houseguest⁠(d), Jingle All the Way și Soldățeii⁠(d).
După două divorțuri, Hartman s-a căsătorit cu Brynn Omdahl în 1987. Cu toate că au avut doi copii, relația lor a fost una zbuciumată, Brynn fiind dependentă de droguri și alcool. În 1998, în timp ce Phil dormea, aceasta l-a împușcat mortal, iar apoi s-a sinucis. După moartea sa, Hartman a fost omagiat de colegi și admiratori. Dan Snierson de la Entertainment Weekly a declarat că Hartman era „ultima persoană despre care te așteptai să citești în titlurile senzaționale din ziarul tău matinal... un individ obișnuit, iubit de toți colegii săi de muncă”. Numele său a fost inclus postum pe Canada Walk of Fame⁠(d) (2012) și Hollywood Walk of Fame (2014).

## Biografie
Hartman s-a născut Philip Edward Hartmann (mai târziu a elininat un „n” din nume) pe 24 septembrie 1948 în Brantford, Ontario⁠(d). A fost al patrulea dintre cei opt copii ai lui Doris Marguerite (născută Wardell; 17 iulie 1919-15 aprilie 2001) și Rupert Loebig Hartmann (8 noiembrie 1914 - 30 aprilie 1998), ambii vânzători de materiale de construcție. Familia era de credință catolică. În copilărie, Hartman s-a simțit privat de dragostea părintească: „Presupun că nu am obținut ceea ce îmi doream din partea familiei, așa că am început să caut dragoste și atenție în altă parte”.
Hartman avea 10 ani când familia s-a mutat în Statele Unite. Familia a locuit la început în Lewiston, Maine⁠(d), apoi în Meriden, Connecticut⁠(d) și în cele din urmă s-a stabilit pe Coasta de Vest⁠(d), unde acesta a urmat Liceul Westchester⁠(d). După absolvire, a studiat arta la Santa Monica City College⁠(d), însă a renunțat la studii în 1969 pentru a deveni roadie⁠(d) al unei formații rock. A revenit pe băncile școlii în 1972 și a studiat arte grafice la Universitatea de Stat din California, Northridge⁠(d). A realizat reclame, logoul formației Crosby, Stills, Nash & Young⁠(d) și peste 40 de coperți de albume. La sfârșitul anilor 1970, a avut prima sa apariție televizată într-un episod din The Dating Game⁠(d).

## Cariera

### The Groundlings și Pee-Wee Herman (1975–1985)
În 1975, Hartman început să participe la cursuri de comedie organizate de grupul californian de comici The Groundlings⁠(d). În timp ce privea spectacolul lor de improvizație, acesta s-a urcat brusc pe scenă și s-a alăturat grupului. A apărut pentru prima dată pe micile ecrane în filmul australian Stunt Rock⁠(d) din 1978. După câțiva ani de instrucție, acesta a devenit în mod oficial membru al The Groundlings, iar în 1979 era deja una dintre vedetele grupului. De asemenea, a reproiectat logoul și produsele grupului.
Odată devenit membru, Hartman s-a împrietenit cu Paul Reubens, cei doi colaborând frecvent la scrierea glumelor. Au creat împreună personajul Pee-wee Herman⁠(d) și au dezvoltat emisiunea The Pee-wee Herman Show⁠(d). Acesta l-a interpretat pe căpitanul Carl în cadrul spectacolului și și-a reluat rolul în serialul de televiziune pentru copii Pee-wee's Playhouse⁠(d). Reubens și Hartman au avut roluri cameo în filmul Cheech și Chong's Next Movie⁠(d) din 1980. Hartman a contribuit la scenariul lungmetrajului Aventurile lui Pee-Wee din 1985 și a avut un rol cameo ca reporter. A luat în considerare să renunțe la actorie la vârsta de 36 de ani, deoarece își găsea foarte greu de lucru, însă succesul filmului Aventurile lui Pee-Wee i-a schimbat părerea. După o neînțelegere cu Reubens, a părăsit proiectul Pee-Wee Herman și s-a dedicat altor roluri.
Hartman a avut mai multe roluri minore în filme precum Jumpin' Jack Flash⁠(d) și Three Amigos⁠(d). De asemenea, a lucrat ca actor de voce în seriale de televiziune animate, inclusiv în Smurfs, Challenge of the GoBots⁠(d), The 13 Ghosts of Scooby-Doo și Dennis the Menace⁠(d) (Henry Mitchell și George Wilson).

### Saturday Night Live(1986–1994)
Hartman a participat la un casting pentru un loc în distribuția Saturday Night Live (SNL) în cel de-al doisprezecelea sezon⁠(d) al emisiunii. Acesta a fost recomandat de colegii din The Groundlings, membrii SNL Jon Lovitz și Laraine Newman⁠(d), respectiv regizoarea Penny Marshall a lungmetrajului Jumpin' Jack Flash. Hartman a declarat pentru Los Angeles Times că „am vrut să ajung la [SNL], deoarece îmi doream ca prin această expunere să obțin credibilitate la box-office, iar apoi să-mi pot scrie propriile filme”. În cele opt sezoane ale serialului, Hartman a devenit cunoscut pentru pantomimele sale și a interpretat peste 70 de personaje diferite. Printre personajele SNL originale se numără bucătarul Eugene⁠(d) și trogloditul avocat⁠(d). Acesta i-a imitat pe Frank Sinatra, Ronald Reagan, Ed McMahon⁠(d), Barbara Bush, Charlton Heston, Kelsey Grammer, Michael Caine, Oliver Stone, Phil Donahue⁠(d), Telly Savalas, Barry Humphries⁠(d), Kirk Douglas și Bill Clinton.
Hartman l-a imitat pentru prima dată pe Bill Clinton într-un episod din The Tonight Show⁠(d). Când l-a întâlnit pe acesta în 1993, Hartman i-a spus: „Bănuiesc că vă datorez câteva scuze”, adăugând ulterior că „uneori [ma simțeam] puțin vinovat pentru [imitarea lui Clinton]”. Clinton însă nu s-a simțit jignit și i-a trimis acestuia o fotografie semnată cu textul „Nu ești președintele, dar interpretezi unul la televizor⁠(d). Și ești OK în general”. Hartman a copiat „sindromul picături postnazale” de care suferea președintele, vocea sa „ușor aspră” și o parte din gesturile sale. Acesta a refuzat să poarte o proteză nazală, deoarece a considerat că atrăgea prea mult atenția. În schimb, purta o perucă, își vopsea sprâncenele și folosea machiaj pentru a-și scoate în evidență nasul.
Conform cărții Gasping for Airtime⁠(d) de Jay Mohr⁠(d), porecla lui Hartman - „Glue” - a fost inventată de Adam Sandler. Totuși, conform lucrării You Might Remember Me: The Life and Times of Phil Hartman de Mike Thomas, autor și scriitor pentru Chicago Sun-Times, porecla a fost creată de Jan Hooks⁠(d), membră SNL și partenera lui Hartman pe micul ecran. Hartman i-a ajutat adesea pe ceilalți membri ai distribuției; de exemplu, a ajutat-o pe Hooks să-și depășească tracul⁠(d). Conform creatorului SNL Lorne Michaels⁠(d), a primit porecla „Glue”, deoarece „a păstrat unitatea între membrii distribuției serialului. A oferit mult și a cerut foarte puțin în schimb. Era foarte independent.” Hartman a câștigat Premiul Primetime Emmy⁠(d) la categoria „cel mai bun scenariu pentru un serial muzical sau de comedie⁠(d)” împreună cu ceilalți scenariști ai emisiunii în 1989. A fost nominalizat la aceeași categorie în 1987 și independent în 1994 la categoria „cea mai bună interpretare într-un serial muzical sau de varietate⁠(d)”.
Până în 1993, aproape toți colegii din primul său an la SNL au părăsit emisiunea, inclusiv Jon Lovitz, Jan Hooks și Dana Carvey⁠(d). Conform acestuia, „a fost dificil să-i văd plecând, deoarece consideram că toți facem parte din echipa care a salvat serialul”. În cele din urmă, Hartman a ales să părăsească serialul în 1994; a declarat că stilul său de umor era incompatibil cu comedia mai puțin intelectuală a unor noi membri precum Adam Sandler. Acesta plănuise inițial să părăsească serialul în 1991, dar Michaels l-a convins să rămână. Jay Leno i-a oferit rolul de partener în emisiunea The Tonight Show, dar Hartman a optat să rămână la SNL. NBC l-a convins să rămână la SNL și i-a promis că va avea propriul show de comedie. Totuși, rețeaua a decis într-un final să renunțe la emisiunile de varietate, fiindcă nu era foarte populare. Într-un interviu din 1996, Hartman a remarcat că decizia l-a mulțumit, fiind conștient de nivelul de muncă necesar pentru organizarea săptămânală a unei astfel de emisiuni. În 1998, acesta a recunoscut într-un interviu că îi era dor să lucreze pentru Saturday Night Live, însă a considerat mutarea din New York City în California de Sud drept o decizie corectă.

### NewsRadio(1995–1998)
Hartman a devenit una dintre vedetele sitcomului NBC NewsRadio în 1995. Atras de scenariul emisiunii și de distribuția⁠(d) sa, a fost de acord să-l interpreteze pe crainicul radio Bill McNeal. Hartman a câștigat aproximativ US$50.000 ($80.432 in 2025) pentru fiecare episod. Deși serialul a fost apreciat de critici, nu a avut niciodată ratinguri mari și era amenințat în mod regulat cu anularea. După încheierea celui de-al patrulea sezon, Hartman a declarat că „nu suntem foarte populari”, dar sunt „99% sigur” că serialul va avea un al cincilea sezon. Acesta criticase public decizia NBC de a schimba în repetate rânduri intervalul de difuzare al serialului, însă și-a regretat ulterior vorbele, spunând că „acesta este un sitcom, pentru numele lui Dumnezeu, nu o intervenție pe creier”. Deși serialul a avut un al cincilea sezon, Hartman a fost ucis înainte să înceapă producția acestuia. Acesta a fost nominalizat postum la Premiul Primetime Emmy pentru cel mai bun actor în rol secundar într-o serie de comedie în 1998 pentru contribuțiile sale la NewsRadio, dar a pierdut în fața lui David Hyde Pierce⁠(d).

### Familia Simpson(1991–1998)
Hartman a fost vocea a numeroase personaje din serialul animat Familia Simpson. Prima sa apariție a fost în episodul „Bart Gets Hit by a Car⁠(d)” din sezonul doi în rolul avocatului Lionel Hutz. De asemenea, acesta l-a interpretat pe Troy McClure, Duffman⁠(d) (o singură dată) și alte personaje minore. Deși urma să aibă rol de actor-invitat, lui Hartman i-a plăcut să lucreze la Familia Simpson, iar personalul a dezvoltat mai multe scene pentru personajele sale. I-a plăcut să-l interpreteze pe McClure și obișnuia să distreze publicul serialului NewsRadio cu această voce în pauzele dintre filmări. Conform lui Hartman, „fanii mei preferați sunt fanii Troy McClure”; mai mult, acesta imită vocea personajului „din dragostea pură.”
Hartman a fost popular în rândul personalului Familiei Simpson. Showrunner-ii⁠(d) Bill Oakley⁠(d) și Josh Weinstein⁠(d) erau impresionați de munca sa și îl chemau la înregistrări cât se poate de des. Pentru a-i oferi lui Hartman un rol mai important, au creat episodul „A Fish Called Selma⁠(d)” și au dezvăluit istoricul personajului Troy McClure. Matt Groening, creatorul serialului, a declarat că rolurile de voce ale acestuia ar putea produce „cantitatea maximă de umor” indiferent de replica pronunțată. Înainte de moartea sa, Hartman lua în considerare dezvoltarea unui lungmetraj despre Troy McClure. O mare parte din membrii personalului Familiei Simpson erau entuziasmați de proiect și erau dispuși să-l ajute. Potrivit acestuia, „aștepta cu nerăbdare [realizarea] lungmetrajului lui McClure” și era pregătit să cumpere el însuși drepturile pentru a-l realiza.

### Alte proiecte
A fost protagonist în lungmetrajul Houseguest⁠(d) din 1995. A avut roluri de film în Greedy⁠(d), Coneheads⁠(d), Sgt. Bilko⁠(d), So I Married an Axe Murderer⁠(d), CB4, Jingle All the Way, dublajul englez al Kiki's Delivery Service și Small Soldiers⁠(d). A preferat însă să lucreze în televiziune,  având roluri în The John Larroquette Show⁠(d), The Dana Carvey Show⁠(d), 3rd Rock from the Sun și filmul de televiziune HBO The Second Civil War⁠(d). A câștigat o sumă considerabilă de bani din publicitatea: 300.000 de dolari pentru o serie de patru reclame pentru băutura răcoritoare Slice⁠(d). De asemenea, a apărut în reclame pentru McDonald's și 1-800-Collect⁠(d).
Hartman a scris pe parcursul vieții mai multe scenarii. În 1986, a început să scrie scenariul filmului Mr. Fix-It și a încheiat versiunea finală în 1991. Robert Zemeckis urma să producă filmul, iar Gil Bettman a fost angajat pentru regie. Hartman a caracterizat proiectul drept „o combinație de horror și comedie precum Viață de stafie și Arunc-o pe mama din tren⁠(d)”. Cu toate acestea, Zemeckis nu a reușit să convingă studioul de film, iar proiectul a fost abandonat. Un alt lungmetraj cu personajul Chick Hazard Private Eye din The Groundlings a fost anulat. Hartman a apărut în emisiunile lui David Letterman de 13 ori între 1989 și 1996.

## Moartea
Pe 27 mai 1998, soția lui Hartman, Brynn, a vizitat restaurantul italian Buca di Beppo⁠(d) din Encino, California, împreună cu producătorul și scriitorul Christine Zander⁠(d). Conform acestuia, Brynn era „într-o stare bună de spirit”. După ce s-a întors acasă, între Brynn și Hartman a avut loc o ceartă „aprinsă”. În timp ce Hartman dormea, aceasta a intrat în dormitorul său cu puțin timp înainte de ora 3:00 A.M. PDT pe 28 mai 1998 și l-a împușcat de trei ori - între ochi, în gât și în partea superioară a pieptului - cu un pistol Charter Arms⁠(d) de calibru .38. Acesta avea 49 de ani. Înainte de crimă, Brynn consumase Zoloft, băuturi alcoolice și cocaină.
După ce și-a ucis soțul, a plecat la casa prietenului ei Ron Douglas și a mărturisit crima, însă acesta nu a crezut-o. S-au întors la locul crimei în mașini separate, iar Brynn a sunat un alt prieten și și-a mărturisit din nou crima. Când a văzut cadavrul lui Hartman, Douglas a sunat la 9-1-1 la ora 6:20 A.M. Poliția a sosit și i-a escortat pe Douglas și pe cei doi copii ai familiei Hartman din casă; între timp, Brynn se încuiase în dormitor. La scurt timp după aceea, aceasta s-a sinucis prin împușcare.
Poliția a declarat că moartea lui Hartman a fost cauzată de „neînțelegerile familiale” dintre cei doi. O apropiată a cuplului a declarat că Brynn „nu-și putea control furia... Primea atenție când își pierdea cumpătul”. Un vecin al familiei Hartman i-a declarat unui reporter CNN că aceștia aveau probleme conjugale. Cu toate acestea, actorul Steve Guttenberg a susținut că erau „un cuplu foarte fericit și au avut întotdeauna imaginea unui cuplu stabil”.
Fratele lui Brynn, Gregory Omdahl, a intentat un proces împotriva companiei Pfizer, producătorului Zoloft și psihiatrului Arthur Sorosky, cel care îi furnizase mostre de antidepresive. Conform lui Jon Lovitz, prietenul lui Hartman, Brynn a redevenit dependentă de cocaină din cauza actorului Andy Dick. Acesta din urmă susține că nu știa nimic despre starea ei de sănătate. Lovitz a declarat ulterior că nu-l mai consideră vinovat pe Dick de moartea lui Hartman. Totuși, potrivit lui Lovitz, Dick l-a abordat într-un restaurant în 2006 și i-a spus că „am pus blestemul Phil Hartman pe tine; tu urmezi să mori”. În anul următor, Lovitz și Dick au avut o altercație în clubul de comedie Laugh Factory⁠(d) din Los Angeles. Dick a declarat că nu este vinovat de moartea lui Hartman.
Katharine Omdahl, sora lui Brynn, și cumnatul Mike Wright i-au crescut pe copiii cuplului. Conform testamentului lui Hartman, fiecare copil va moșteni bani pe parcursul ai multor ani după ce împlinesc vârsta de 25 de ani. Valoarea totală a averii lui Hartman a fost estimată la $1.23 million. În conformitate cu dorințele lor, ambii au fost incinerați de Forest Lawn Memorial Park and Mortuary din Glendale, California⁠(d), iar cenușa lor a fost împrăștiată peste Golful Emerald al insulei Santa Catalina⁠(d). Hartman și Brynn au o piatră funerară în Thief River Falls, Minnesota⁠(d).

## Filmografie

### Filme
| An   | Titlu                            | Rol                                                                              | Note                                                                         | Ref     |
| ---- | -------------------------------- | -------------------------------------------------------------------------------- | ---------------------------------------------------------------------------- | ------- |
| 1978 | Stunt Rock                       | Assistant                                                                        |                                                                              | [ 108 ] |
| 1980 | The Gong Show Movie              | Man at airport with gun                                                          | menționat drept Phil Hartmann                                                | [ 109 ] |
| 1980 | Cheech & Chong's Next Movie      | Actor being filmed in the background                                             |                                                                              | [ 109 ] |
| 1982 | Pandemonium                      | Reporter                                                                         | menționat drept Phil Hartmann                                                | [ 110 ] |
| 1984 | Weekend Pass                     | Joe Chicago                                                                      |                                                                              | [ 111 ] |
| 1985 | Pee-wee's Big Adventure          | Reporter / Rodeo announcer                                                       | Coscenarist                                                                  | [ 112 ] |
| 1986 | Last Resort                      | Jean-Michel                                                                      |                                                                              | [ 113 ] |
| 1986 | Jumpin' Jack Flash               | Fred                                                                             | menționat drept Phil E. Hartmann                                             | [ 113 ] |
| 1986 | Three Amigos!                    | Sam                                                                              | menționat drept Philip E. Hartmann                                           | [ 113 ] |
| 1987 | Blind Date                       | Ted Davis                                                                        |                                                                              | [ 114 ] |
| 1987 | The Brave Little Toaster         | Peter Lorre Hanging lamp (creditat), Jack Nicholson air conditioner (necreditat) | Voce                                                                         | [ 115 ] |
| 1987 | Amazon Women on the Moon         | Baseball announcer                                                               | Voce                                                                         | [ 110 ] |
| 1989 | Fletch Lives                     | Bly manager                                                                      |                                                                              | [ 116 ] |
| 1989 | How I Got Into College           | Bennedict                                                                        |                                                                              |         |
| 1990 | Quick Change                     | Hal Edison                                                                       |                                                                              |         |
| 1993 | Loaded Weapon 1                  | Officer Davis                                                                    |                                                                              | [ 110 ] |
| 1993 | CB4                              | Virgil Robinson                                                                  |                                                                              | [ 117 ] |
| 1993 | Coneheads                        | Marlax                                                                           |                                                                              | [ 117 ] |
| 1993 | So I Married an Axe Murderer     | John "Vicky" Johnson                                                             |                                                                              | [ 117 ] |
| 1994 | Greedy                           | Frank McTeague                                                                   |                                                                              | [ 118 ] |
| 1994 | The Pagemaster                   | Tom Morgan                                                                       | Voce                                                                         |         |
| 1995 | The Crazysitter                  | The Salesman                                                                     |                                                                              | [ 110 ] |
| 1995 | Houseguest                       | Gary Young                                                                       |                                                                              | [ 119 ] |
| 1995 | Stuart Saves His Family          | Announcer                                                                        | Nemenționat                                                                  |         |
| 1996 | Sgt. Bilko                       | Major Colin Thorn                                                                |                                                                              | [ 113 ] |
| 1996 | Jingle All the Way               | Ted Maltin                                                                       |                                                                              | [ 120 ] |
| 1998 | Kiki's Delivery Service          | Jiji                                                                             | Voce, dublaj în engleză pentru Disney; Lansat postum, dedicat în memoria sa. | [ 121 ] |
| 1998 | Small Soldiers                   | Phil Fimple                                                                      | Lansat postum, dedicat în memoria sa.                                        | [ 122 ] |
| 1998 | Buster & Chauncey's Silent Night | Chauncey                                                                         | Voce, direct-to-video; Lansat postum (ultimul rol de film)                   | [ 110 ] |

### Televiziune
| An         | Titlu                                            | Rol                                             | Note                                                                     | Ref     |
| ---------- | ------------------------------------------------ | ----------------------------------------------- | ------------------------------------------------------------------------ | ------- |
| 1979       | Scooby-Doo and Scrappy-Doo                       | Diverse voci                                    |                                                                          | [ 109 ] |
| 1980       | The Six O'Clock Follies                          |                                                 |                                                                          | [ 123 ] |
| 1981       | The Pee-wee Herman Show                          | Captain Carl / Monsieur LeCroc                  | Episod special de televiziune; scenarist                                 | [ 124 ] |
| 1981       | The Smurfs                                       | Diverse voci                                    |                                                                          | [ 109 ] |
| 1982       | The Little Rascals                               | Diverse voci                                    |                                                                          |         |
| 1983       | The Pop 'N Rocker Game                           | Crainic                                         |                                                                          |         |
| 1983       | The Dukes                                        | Diverse voci                                    | 7 episoade                                                               | [ 113 ] |
| 1984       | Challenge of the GoBots                          | Diverse voci                                    |                                                                          | [ 125 ] |
| 1984       | The New Scooby Doo Mysteries                     | Diverse voci                                    |                                                                          |         |
| 1984       | Pink Panther and Sons                            | Diverse voci                                    |                                                                          |         |
| 1984       | Magnum, P.I.                                     | Crainic                                         | Episodul: „The Legacy of Garwood Huddle”                                 | [ 113 ] |
| 1985       | Sara                                             | Drake                                           | Episodul: „27 Candles"                                                   |         |
| 1985       | The 13 Ghosts of Scooby-Doo                      | Diverse voci                                    | Episodul: „It's a Wonderful Scoob”                                       | [ 109 ] |
| 1985       | The Jetsons                                      | School Patrol robots / Executive Vice-president | Voce, episodul: „Boy George"                                             | [ 126 ] |
| 1986       | Dennis the Menace                                | Henry Mitchell / George Wilson / Diverse voci   |                                                                          | [ 113 ] |
| 1986       | Pee-wee's Playhouse                              | Căpitanul Carl                                  | 6 episoade                                                               | [ 127 ] |
| 1986–1994  | Saturday Night Live                              | Diverse personaje                               | 155 de episoade; scenarist                                               | [ 128 ] |
| 1987       | DuckTales                                        | Captain Frye                                    | Voce, episodul: „Scrooge's Pet”                                          | [ 114 ] |
| 1987       | Foofur                                           | Diverse voci                                    |                                                                          |         |
| 1988       | Fantastic Max                                    | Diverse voci                                    |                                                                          |         |
| 1990       | Bill and Ted's Excellent Adventures              | Diverse voci                                    | Episodul: „One Sweet and Sour Chinese Adventure to Go"                   |         |
| 1990       | On the Television                                | Diverse personaje                               | Episodul: „M. Superior"                                                  |         |
| 1990       | TaleSpin                                         | Ace London                                      | Voce, episodul: „Mach One for the Gipper”                                | [ 129 ] |
| 1990       | The Adventures of Don Coyote and Sancho Panda    | Diverse voci                                    |                                                                          |         |
| 1990       | Gravedale High                                   | Billy Headstone                                 | Voce, episodul: „Cleo's Pen Pal”                                         |         |
| 1990       | Tiny Toon Adventures                             | Octavius                                        | Voce, episodul: „Whale's Tales”                                          | [ 129 ] |
| 1991       | Captain Planet and the Planeteers                | Dimitri - ambasadorul rus / Reporter            | Voce, episodul: „Mind Pollution”                                         | [ 129 ] |
| 1991       | Sesame Street                                    | Employe of the ABC Moving Company               | Episodul: 2800                                                           |         |
| 1991       | Empty Nest                                       | Tim Cornell                                     | Episodul: „Guess Who's Coming to Dinner?"                                | [ 130 ] |
| 1991       | Darkwing Duck                                    | Paddywhack                                      | Voce, episodul: „The Haunting of Mr. Banana Brain"                       | [ 128 ] |
| 1991       | One Special Victory                              | Mike Rutten                                     | Film de televiziune                                                      |         |
| 1991–1998  | The Simpsons                                     | Troy McClure / Lionel Hutz / Alte perosnaje     | Voce, 52 de episoade                                                     | [ 131 ] |
| 1991–1993  | Tom & Jerry Kids                                 | Calaboose Cal                                   | Voce                                                                     | [ 110 ] |
| 1992       | Fish Police                                      | Inspector C. Bass                               | Voce, episodul: „A Fish Out of Water"                                    |         |
| 1992       | Parker Lewis Can't Lose                          | Phil Diamond                                    | Episodul: „Lewis and Son"                                                |         |
| 1992       | Eek! The Cat                                     | Monkeynaut #1 / Psycho Bunny                    | Voce, 2 episoade                                                         | [ 129 ] |
| 1993       | Daybreak                                         | Individul din reclama despre abstinență         | Nemenționat Film de televiziune                                          |         |
| 1993       | Droopy, Master Detective                         | Diverse voci                                    |                                                                          |         |
| 1993       | Animaniacs                                       | Crainicul Dan                                   | Voce, episodul: „Broadcast Nuisance”                                     | [ 129 ] |
| 1993       | The Twelve Days of Christmas                     | Diverse voci                                    | Film de televiziune                                                      |         |
| 1993       | The Larry Sanders Show                           | Phil Hartman                                    | Episodul: „The Stalker”                                                  | [ 132 ] |
| 1994       | How the Grinch Stole Christmas! Special Edition  | Gazdă                                           | Scurtmetraj de televiziune                                               | [ 133 ] |
| 1994       | The Critic                                       | Diverse voci                                    | Episodul: „Eyes on the Prize”                                            | [ 110 ] |
| 1995       | The Show Formerly Known as the Martin Short Show | Diverse personaje                               | Episod special de televiziune                                            | [ 134 ] |
| 1995       | The John Larroquette Show                        | Otto Friedling                                  | Episodul: "A Moveable Feast"                                             | [ 110 ] |
| 1995       | Night Stand with Dick Dietrick                   | Gunther Johann                                  | Episodul: „Illegal Alien Star Search”                                    |         |
| 1995–1998  | NewsRadio                                        | Bill McNeal                                     | 75 de episoade                                                           | [ 135 ] |
| 1996       | The Dana Carvey Show                             | Larry King                                      | Episodul: „The Mountain Dew Dana Carvey Show”                            | [ 110 ] |
| 1996       | Caroline in the City                             | Gazdă                                           | Nemenționat Episodul: „Caroline and the Letter”                          |         |
| 1996       | The Ren & Stimpy Show                            | Russian Filmreel Announcer / Sid the Clown      | Voce, 2 episoade                                                         | [ 136 ] |
| 1996       | Seinfeld                                         | Man on phone                                    | Episodul: „The Package”; nemenționat                                     | [ 137 ] |
| 1996       | Saturday Night Live                              | Phil Hartman (gazdă) / diverse roluri           | 2 episoade                                                               | [ 110 ] |
| 1996, 1998 | 3rd Rock from the Sun                            | Phillip / Randy                                 | 2 episoade                                                               | [ 121 ] |
| 1997       | The Second Civil War                             | Președinte al Statelor Unite ale Americii       | Film de televiziune                                                      | [ 122 ] |
| 1999       | Happily Ever After: Fairy Tales for Every Child  | Gazda concursului televizat                     | Voce, episodul: „The Empress's Nightingale” Difuzat postum (ultimul rol) | [ 110 ] |

### Jocuri video
| An   | Titlu               | Roluri                   |
| ---- | ------------------- | ------------------------ |
| 1997 | Virtual Springfield | Troy McClure Lionel Hutz |
| 1998 | Blasto              | Captain Blasto           |